# Microregione di Ceres
Ceres è una microregione dello Stato del Goiás in Brasile, appartenente alla mesoregione di Centro Goiano.

## Comuni
Comprende 22 municipi:
- Barro Alto
- Carmo do Rio Verde
- Ceres
- Goianésia
- Guaraíta
- Guarinos
- Hidrolina
- Ipiranga de Goiás
- Itapaci
- Itapuranga
- Morro Agudo de Goiás
- Nova América
- Nova Glória
- Pilar de Goiás
- Rialma
- Rianápolis
- Rubiataba
- Santa Isabel
- Santa Rita do Novo Destino
- São Luíz do Norte
- São Patrício
- Uruana